# بطولة العالم للسنوكر 2024
بطولة العالم للسنوكر 2024 (بالإنجليزية: 2024 World Snooker Championship)‏ هي بطولة احترافية في لعب سنوكر أقيمت في الفترة من 20 أبريل إلى 6 مايو 2024. تم تنظيمها من قبل جولة السنوكر العالمية وشكلت حدث الترتيب السابع عشر والأخير لموسم 2023‍–‍24. تم عرضه في مسرح كروسيبل في شيفيلد، إنجلترا. هذه هي السنة الثامنة والأربعون على التوالي التي تقام فيها بطولة العالم للسنوكر في ذات المكان. أقيمت التصفيات المؤهلة في الفترة من 8 إلى 17 أبريل في المعهد الإنجليزي للرياضة في شيفيلد أيضًا. كان الراعي الرئيسي للبطولة هو كازو لبيع السيارات بالتجزئة عبر الإنترنت، لذا حصل على حق التسمية الاعلانية لتسمى بطولة كازو العالمية للسنوكر لعام 2024. تم بث الحدث محليًا في المملكة المتحدة بواسطة بي بي سي، ويوروسبورت، وديسكفري+، بالإضافة إلى محطات بث أخرى في جميع أنحاء العالم. حصل الفائز على خمس مائة ألف جنيه إسترليني من إجمالي الجوائز المالية البالغة 2395000 جنيه إسترليني.
فاز كيرين ويلسون بالحدث بفوزه في النهائي على جاك جونز 18‍–‍14 وأصبح بطل العالم الثامن والعشرون. تمكن ويلسون من التغلب على دومينيك ديل وجو أوكونور وجون هيغينز وديفيد جيلبرت في الجولات السابقة.
وكان لوكا بريسيل هو حامل اللقب، بعد أن هزم مارك سيلبي في نهائي 2023. خسر بريسيل في الجولة الأولى أمام ديفيد جيلبرت. بصفته بطلًا لأول مرة، لم يتمكن من التغلب على لعنة البوتقة وكان البطل التاسع عشر لأول مرة الذي لم يتمكن من الدفاع عن لقبه في الملعب. على مدار البطولة بأكملها، قطع اللاعبون 63 فترة راحة و122 مرة أخرى في التصفيات. في الجولة الثالثة من التصفيات، حقق التايلندي نوفون ساينغخام الحد الأقصى للكسر.

## الخلفية
اختتمت أول بطولة العالم للسنوكر في 1927.
أصبحت بطولة تلعب بنظام خروج المغلوب السنوية في 1969، والتي تعتبر بداية "العصر الحديث" للبطولة.
تعتبر بطولة 1977 هي أول بطولة تُقام في مسرح كروسيبل في شيفيلد، إنجلترا، والتي استضافت كل نسخة لاحقة. هذا هو العام الثامن والأربعين على التوالي الذي تقام فيه البطولة في كروسيبل، والعام السادس والخمسون على التوالي الذي يتم فيه التنافس على بطولة العالم من خلال خروج المغلوب.
كان لوكا بريسيل هو حامل اللقب، بعد أن هزم مارك سيلبي 18‍–‍15 في نهائي 2023 ليفوز بأول لقب عالمي له. في حدث 2024، حاول التغلب على لعنة كروسيبل، والتي يُزعم أنها منعت أي فائز لأول مرة من الاحتفاظ باللقب منذ أن انتقلت البطولة إلى كروسيبل في عام 1977. ولم ينجح دفاعه عن لقبه، حيث هُزم في الجولة الأولى. بقلم ديفيد جيلبرت 10‍–‍9.

## روابط خارجية
- الموقع الرسمي